# Концептуальный театр Кирилла Ганина
Концептуальный театр Кирилла Ганина — московский театр. Основатель и идейный вдохновитель театра — Кирилл Ганин. Постановки театра расцениваются как эротические или порнографические.

## История театра
Первым спектаклем театра была постановка пьесы Сартра «За закрытой дверью». Премьера состоялась 29 мая 1994 года в помещении московского еврейского театра «Шалом». После третьего показа Кирилла Ганина, художественного руководителя и директора театра, арестовали по обвинению в порнографии прямо во время спектакля. 31 декабря содержание под стражей заменили на подписку о невыезде. Это стало результатом действий известных людей, вставших на защиту режиссёра: Дмитрия Быкова, Александра Хинштейна, Галины Волчек, Марка Захарова, Романа Виктюка, Александра Вулыха, Владимира Жириновского, Василия Ланового, Бориса Покровского, Константина Райкина, Валерии Новодворской.
В мае 1995 года суд признал Кирилла Ганина невиновным и вынес оправдательный приговор. После этого власти официально признали Концептуальный театр Кирилла Ганина и присвоили ему статус государственного учреждения культуры.
В 1997 году К. Ганин на сцене своего театра поставил эротическую версию сказки Корнея Чуковского «Муха-Цокотуха». Постановкой возмутилась внучка Корнея Чуковского — Елена Цезаревна Чуковская. Скандал с помощью адвокатов был урегулирован полюбовно. Было изменено название спектакля с «Муха-Цокотуха» на «Муха-Потаскуха».
В 1999 году в театре был поставлен спектакль «Мастер и Маргарита» по роману Михаила Булгакова. Этот спектакль шёл по очереди в разных интерьерах, с совершенно разной энергетикой. В морге НИИ Склифосовского, в цирке-шапито, в «нехорошей квартире». На режиссёра Кирилла Ганина в суд подал иск наследник писателя Михаила Булгакова Сергей Шиловский. По решению суда в иске наследнику было отказано.
В 2001 году состоялась премьера спектакля «Ленин в сексе» по пьесе Кирилла Ганина. Противники спектакля в знак протеста вымазали дёгтем место премьеры — ночной клуб «Диана». В 2003 году председатель комитета по культуре Государственной Думы Николай Губенко и депутат Елена Драпеко написали письмо министру внутренних дел Борису Грызлову с требованием немедленно закрыть спектакль, театр расформировать, а режиссёра посадить в тюрьму. Последствий никаких для театра не наступило.
В апреле 2006 года театр поставил пьесу «Уроки настоящего русского языка», которую сочинил профессор Венского университета Владимир Яременко-Толстой. В спектакле сыграли роли настоящие студенты, волонтёры. Главный герой пьесы, роль которого исполнил студент РГГУ австриец Феликс, задаётся вопросом: «Почему русский язык, который он слышит в университетских аудиториях, и не менее русский, звучащий на улицах, столь различны?».
В марте 2009 года театр выступил с гастролями в Израиле, в репертуаре которых были самые нашумевшие постановки — «Мастер и Маргарита», «Ленин в сексе», «Лолита» и др..
К своим постановкам Ганин избегает привлекать выпускников театральных вузов, предпочитая задействовать в пьесах фриков различного возраста и пола, старейшему из которых — «Сэру Дэвиду» — исполнилось более 80 лет. Зачастую, участниками действия становятся сами зрители. Режиссёр Ганин пояснил, почему все актёры в его театре играют на сцене голыми:
Я сделал театр, не дотируемый государством, и всем объявил, что раз на костюмы денег нет – значит, будем без костюмов. Вообще задача искусства в наше время – отвлечь от реальности, от беспощадного капитализма, помочь забыться. А обнажение помогает людям стать детьми, они начинают жить своей жизнью, не стесняясь.
После смерти Кирилла Ганина, по его завещанию, художественным руководителем театра стал актёр театра, а также автор части репертуарных пьес Алексей Филатов. Театр продолжает свою деятельность на площадках города Москвы. В репертуаре театра как классические постановки, так и новые.   

## Репертуар театра
В разное время в театре ставились мюзиклы «Эротические приключения Ивана Рыбкина в Киеве» и «Сосущие вместе», спектакли «Дарья Донцова и секс», «Баня» Алексея Толстого, инсценировка гоголевского «Ревизора» под названием «К нам едет Черепков» (с бывшим мэром Владивостока Виктором Черепковым в роли Хлестакова), «Преступление и наказание», «Девятнадцать сантиметров» (по повести Гоголя «Нос»), «Лолита», «Аморальная жизнь Бивиса и Баттхеда», «Я люблю Ксению Собчак», «Парфюмер», «Шлюха для молодого управляющего», «Лука Мудищев» и др. В репертуаре присутствуют как авторские пьесы Кирила Ганина и актёров театра, так и адаптированные произведения зарубежных авторов.

## Критика
Критики оценивают спектакли Ганина как, несмотря на обнаженную натуру и мат «предсказуемыми, как детский утренник, и утомительным, как партсобрание», отмечая что половина зрителей «с облегчением» уходит с середины спектакля. Вадим Нестеров отмечает, что анонсы спектаклей Ганина вводят зрителей в заблуждение, выдавая «нудение» за мюзиклы, и что в спектаклях Ганина сложно найти что-то, кроме обнаженной натуры. В спектакле «Узники секса» — о событиях в тюрьме «Абу-Грейб» в Ираке — в качестве узников «Абу-Грейб» приглашаются зрители из зала, где с ними проделывают известные по скандалу процедуры. Сам Ганин объясняет это как «Только на себе прочувствовав унижение, человек не будет унижать другого». Однако Вера Щирова в «Новых Известиях» приходит к выводу, что рассчитывая получить удовольствие на самом деле эти зрители прилюдно унижаются. Сами спектакли Щирова расценивает как «оргию». Шураев и Данилов видят в постановке Ганиным «Алисы в Стране Чудес» проявление тенденции вульгаризации и сексизма в современной российской культуре